# Mercure Tel Awiw
Mercure Tel Awiw – trzygwiazdkowy hotel w Tel Awiwie, w Izraelu. Nazywany także Mercure B&P Tel Aviv Hotel.
Hotel jest usytuowany przy ulicy Ben Jehuda w osiedlu Lew ha-Ir w Tel Awiwie.

## Pokoje i apartamenty
Hotel dysponuje 228 pokojami hotelowymi i apartamentami. Każdy pokój wyposażony jest w klimatyzację, minibarek, dostęp do Internetu, telefon z linią bezpośrednią, telewizję satelitarną, łazienkę do użytku prywatnego, czajnik do kawy/herbaty. W hotelu nie wolno palić.
Hotel świadczy dodatkowe usługi w zakresie: bezpłatnych śniadań, personelu wielojęzycznego, opieki nad dziećmi, pomocy medycznej, organizowaniu imprez okolicznościowych, pomocy w organizowaniu wycieczek, pralni, sejfu w recepcji, wypożyczalni telefonów komórkowych, usług spa (sauna, masaże, zabiegi, siłownia, fitness) i transportu z lotniska. Dla ułatwienia komunikacji w budynku jest winda.

## Inne udogodnienia
Znajduje się tutaj sala konferencyjna z zapleczem do obsługi zorganizowanych grup. W hotelu jest parking, kantor, restauracja, kawiarnia, sala bankietowa, sklep z pamiątkami oraz kiosk. Z zajęć sportowych hotel umożliwia dostęp do sauny i pobliskiego centrum fitness.

## Dane techniczne
Budynek ma 11 kondygnacji i wysokość 40 metrów.
Wieżowiec wybudowano w stylu modernistycznym. Wzniesiono go z betonu. Elewacja jest w kolorze białym.